# Gué-d'Hossus

Gué-d'Hossus este o comună în departamentul Ardennes din nordul Franței. În 1 ianuarie 2022 avea o populație de 504 de locuitori.